# Шаповалово (Сумская область)
Шаповалово (укр. Шаповалове) — село,
Ольшанский сельский совет,
Недригайловский район,
Сумская область,
Украина.
Код КОАТУУ — 5923584409. Население по переписи 2001 года составляло 1 человек .

## Географическое положение
Село Шаповалово находится на расстоянии до 1 км от сёл Белоярское, Мелешковка и Немудруи.
По селу протекает пересыхающий ручей с запрудой.